# Araquem de Melo
Edemil Araquem José de Melo (Rio de Janeiro, 7 de julho de 1944 — Caracas, 17 de outubro de 2001), conhecido como Araquem de Melo, foi um futebolista brasileiro que atuou em clubes do Uruguai, Argentina e Grécia.

## Carreira
Nascido no Rio de Janeiro, Araquém de Melo começou a jogar futebol para os jovens do Clube de Regatas Vasco da Gama. Ele jogou pelo Danubio FC e foi o maior goleador da liga uruguaia durante a temporada de 1966. Ele jogou pelo clube argentino Club Atlético Huracán de 1968 a 1972.
Em 1972, ingressou no Panathinaikos FC como o primeiro jogador de futebol brasileiro que já jogou pelo clube. Ele continua sendo o maior goleador entre os brasileiros no Panathinaikos. Araquem de Melo marcou 19 gols em 37 jogos com o Panathinaikos, juntamente com Juan Ramón Verón e Antonis Antoniadis, criando uma ótima linha de ataque. Em 1974, ele jogou no Atromitos.

## Aposentadoria
Depois de se aposentar do futebol, Araquem de Melo fundou uma escola de futebol no Brasil. Seu irmão, Arnout de Melo, assumiu a responsabilidade pelo clube após a morte de Araquem em 2001.

## Morte
Em 2001, ele cometeu suicídio devido a problemas de dívida.